# رولینگ ۴۳۸۴۴
سیارک ۴۳۸۴۴ (به انگلیسی: 43844 Rowling، نامگذاری:1993OX2) چهل و سه هزار و هشتصد و چهل و چهارمین سیارک کشف شده‌است که در ۲۵ ژوئیه ۱۹۹۳ کشف شد.